# Pristurus celerrimus
Espèce
Statut de conservation UICN

 LC  : Préoccupation mineure
Pristurus celerrimus est une espèce de geckos de la famille des Sphaerodactylidae.

## Répartition
Cette espèce se rencontre dans le Nord d'Oman et dans les Émirats arabes unis.

## Publication originale
- Arnold, 1977 "1975" : Little-known geckoes (Reptilia: Gekkonidae) from Arabia with descriptions of two new species from the Sultanate of Oman. The Scientific Results of the Oman Flora and Fauna Survey, 1975. Journal of Oman Studies, Special Report vol. 1, p. 81-110.